# 金斯頓 (麻薩諸塞州)
金斯頓（英語：Kingston）是一個位於美國麻薩諸塞州普利茅斯縣的鎮。

## 人口
根據2020年美國人口普查的數據，金斯頓的面積為53.10平方千米，當中陸地面積為48.30平方千米，而水域面積為4.80平方千米。當地共有人口13708人，而人口密度為每平方千米258人。